# Саблинське
Саблинське (рос. Саблинское) — село у Александровському районі Ставропольського краю Російської Федерації.
Муніципальне утворення — Александровський муніципальний округ. Населення становить 2932 особи.

## Історія
Згідно із законом від 4 жовтня 2004 року № 88-КЗ у 2004—2020 роках муніципальним утворенням була Саблинська сільрада.

## Населення
| 1785  | 1789  | 1791  | 1802  | 1812  | 1819  | 1844  |
| ----- | ----- | ----- | ----- | ----- | ----- | ----- |
| 106   | ↗152  | ↘123  | ↗263  | ↗379  | ↘290  | ↗1212 |
| 1856  | 1861  | 1865  | 1897  | 1903  | 1925  | 1926  |
| ↗1875 | ↘1551 | ↗1684 | ↗3399 | ↗3416 | ↗5095 | ↘4881 |
| 1989  | 2002  | 2010  |       |       |       |       |
| ↘3069 | ↘2975 | ↘2932 |       |       |       |       |